# Zuniga laeta
Espèce
Synonymes
- Sarinda laeta Peckham & Peckham, 1892
- Zuniga severa Peckham & Peckham, 1892

Zuniga laeta est une espèce d'araignées aranéomorphes de la famille des Salticidae.

## Distribution
Cette espèce se rencontre en Colombie, au Brésil et en Argentine.

## Description
Le mâle holotype mesure 7 mm. La femelle décrite sous le nom Zuniga severa mesure 7,5 mm. Cette araignée est myrmécomorphe.

## Publication originale
- Peckham & Peckham, 1892 : Ant-like spiders of the family Attidae. Occasional Papers of the Natural History Society of Wisconsin, vol. 2, no 1, p. 1-84 (texte intégral).